# Loi relative au siège du Pouvoir exécutif et des Chambres à Paris
Lire en ligne

Wikisource

La loi du 22 juillet 1879 relative au siège du Pouvoir exécutif et des Chambres à Paris est une loi française de la IIIe République, promulguée le 22 juillet 1879.
Elle fut votée afin de faire revenir à Paris le parlement (Chambre des députés et Sénat), sa résidence étant à Versailles depuis que l'Assemblée nationale avait été élue en 1871. Cette loi découle de l'abrogation de l'article 9 de la loi constitutionnelle du 25 février 1875 par la loi du 21 juin 1879.
Cette loi attribue aux deux chambres du parlement les locaux qui sont encore aujourd'hui les leurs : la Chambre des députés reçoit le palais Bourbon et le Sénat, le palais du Luxembourg. La loi précise toutefois que chaque chambre peut choisir à sa guise de se réunir ailleurs à Paris. Elle précise également que le siège du pouvoir exécutif est à Paris, tout comme celui du pouvoir législatif.
La loi du 22 juillet maintient par ailleurs en possession du pouvoir législatif les locaux attribués à Versailles à chaque chambre depuis 1871, spécifiant que la réunion en Assemblée nationale pour élire le président de la République ou modifier les lois constitutionnelles se tiendrait dans la salle dévolue auparavant à la Chambre des députés. Elle dispose par ailleurs que le Sénat peut choisir où se réunir en Haute Cour de justice.
Selon son article 4, les deux chambres auraient dû siéger à Paris à partir du 3 novembre 1879, ce qui ne fut le cas que pour la Chambre des députés, le Sénat ne s'installant au Luxembourg que le 27 novembre 1879.
Le point le plus original (article 5) de ce texte est le devoir fait aux présidents de chaque chambre de veiller à la sécurité de leur assemblée, devoir pour lequel ils peuvent requérir la force armée et tout fonctionnaire dont ils jugent le concours nécessaire. Cet article provoqua des discussions vives : certains parlementaires pensaient que c'était là violer l'article 3 de la loi du 25 février, lequel portait que le président de la République dispose de la force armée, d'autres craignaient qu'un président de chambre ne puisse accaparer pour lui toute l'armée. C'est le seul article qui suscita un débat à la Chambre des députés.
La loi dispose enfin qu'on ne peut adresser une pétition aux chambres que par écrit, et qu'il est interdit formellement d'appeler à se rassembler sur la voie publique pour adresser un message à l'une ou à l'autre ou aux deux assemblées (article 7), sous peine de violer la loi. Sont ainsi constitués illégaux les rassemblements qui pourraient tenter de forcer les chambres à une décision.